# Нусербаєв Танат Акімджанович
Танат Акімджанович Нусербаєв (каз. Таңат Әкімжанұлы Нөсербаев, нар. 1 січня 1987, Шимкент) — казахський футболіст, нападник клубу «Астана» та національної збірної Казахстану.

## Клубна кар'єра
У дорослому футболі дебютував 2006 року виступами за команду клубу «Ордабаси», в якій провів чотири сезони, взявши участь у 101 матчі чемпіонату.  Більшість часу, проведеного у складі «Ордабаси», був основним гравцем атакувальної ланки команди.
З 2011 року грає за клуб «Астана».

## Виступи за збірні
Протягом 2007–2009 років  залучався до складу молодіжної збірної Казахстану. На молодіжному рівні зіграв у 2 офіційних матчах, забив 2 голи.
2008 року дебютував в офіційних матчах у складі національної збірної Казахстану. Відтоді провів у формі головної команди країни 16 матчів, забивши 1 гол.

### Досягнення
- Чемпіон Казахстану (3):

«Астана»: 2014, 2015, 2016
- Володар Суперкубка Казахстану (2):

«Астана»:  2011, 2015
- Володар Кубка Казахстану (2):

«Астана»: 2012, 2016